# Ангелы падают
«Ангелы падают» (англ. Angels Fall) — телефильм американского канала Lifetime, режиссёра Ральфа Хемекера. Его сюжет основан на романе Норы Робертс «Angels Fall», в русском переводе «Игры Ангелов».

## Сюжет
Женщина Рис Гилмор бежит от своего прошлого, ведь она стала жертвой психопата, расстрелявшего её коллег по работе. Она чудом осталась вживых, но это нанесло ей глубокую психическую травму. Она ищет спокойной жизни в маленьком городке Анджелс-Фолл, и вроде бы находит, но неожиданно там начинают происходить загадочные убийства. И самое страшное для Рис то, что она начинает подозревать в них Броуди, мужчину, в которого она постепенно влюбляется.

## В ролях
- Хизер Локлир — Рис Гилмор
- Джонатон Шек — Броуди
- Гэри Хадсон — Рик Мерсден
- Дерек Хэмилтон — Ло
- Линда Дарлоу — Джоани
- Лиза Мари Кэрук — Линда Гейл
- Лен Кроутер — Док
- Пит Сидон — Мак Друббер
- Роберт Уайт — Линт
- Кристи Грин — Джинни
- Джемма Блэкуэлл — Дэбби Мерсден
- Тамара Верден — женщина в оранжевой шляпе
- Гильермо Юра — Серж
- Лори Рэвенсборг — ювелир